# Johannes Knapp
Pour les articles homonymes, voir Knapp.
Johannes Knapp (né le 13 mars 1807 à Hof Gnadenthal près de Dauborn et mort le 13 août 1875 à Dauborn) est un propriétaire foncier, propriétaire d'une distillerie de brandy et député du Reichstag.

## Biographie
Knapp est élu au conseil d'arrondissement en 1851 et en est membre jusqu'en 1865. Il est de 1851 à 1857 pour la 9e circonscription (Limbourg) membre de la Seconde Chambre des États du duché de Nassau. Knapp rejoint le Parti progressiste libéral de Nassau. Lors d'une élection partielle pour Philipp Rincker (de), qui n'accepte pas son mandat, il est réélu à la chambre pour la 2e circonscription (Herborn) en 1859. En 1864, il est élu dans la 2e circonscription (Herborn) (qu'il n'accepte) et dans la 11e circonscription (Runkel). Il occupe ce mandat jusqu'en 1866. Il est vice-président de la chambre de 1863 à 1866. Là, il se prononce contre un lien avec l'Autriche et pour un rapprochement avec la Prusse.
En 1867, il devient membre de la Chambre des représentants de Prusse, à laquelle il appartient d'abord jusqu'en 1870, puis de nouveau de 1873 jusqu'à sa mort. À la Chambre des représentants, il représente la 8e circonscription de Wiesbaden (Haute-Lahn). Également en 1867, il devient député du Reichstag de la Confédération de l'Allemagne du Nord et rejoint initialement le Parti national-libéral, mais à partir de septembre 1867, il rejoint le Parti progressiste allemand dans tous les parlements où il est présent Il est membre du Zollparlament et de 1871 jusqu'à sa mort en 1875, il est député du Reichstag pour la 4e circonscription du district de Wiesbaden (Diez, Limbourg).

## Famille
Johannes Knapp (son nom est également donné comme Johann, dans certains cas Johann IV est également utilisé pour le distinguer de son père du même nom) est le fils du directeur du domaine du Gnadenthaler Hof, Johann Philipp Knapp (né le 1er janvier 1769 à Dauborn en tant que fils de Jacob Knapp et Eva, née Preusser ; mort le 4 août 1832 à Gnadenthal) et son épouse Elisabetha née Wagner (date de mariage : 17 juillet 1795 à Dauborn) (née le 15 mai 1768 au moulin Eufinger près de Dauborn en tant que fille de l'aubergiste Johannes Wagner et de sa femme Juliane née Hepp ;  morte le 15 mars 1827 à Gnadenthal).
Il se marie le 26 octobre 1829 à Dauborn-Eufingen Elisabethe né Preusser (née le 25. septembre 1807 à Eufingen et morte le 16 avril 1867 dans la même ville), fille de Johannes Preusser et Dorothea née Jäger.